# قائمة المعمرين الإسبان
المعمرون الإسبان فوق 110 أعوام هم مواطنون أو مقيمون أو مهاجرون من إسبانيا بلغوا أو تجاوزوا 110 سنوات من العمر. 110، قامت مجموعة أبحاث علم الشيخوخة (Gerontology Research Group - GRG) بالتحقق من صحة ادعاءات طول العمر لـ 45 شخصًا إسبانيًا من المعمرين فوق 110 أعوام، بما في ذلك 42 مقيمًا و3 مهاجرين. تم تحديد المزيد من المعمرين فوق 110 أعوام من خلال دراسات أخرى وتقارير إخبارية. حتى 21 مارس 2025، تعد أنجلينا توريس فالبونا، المولودة في كاتالونيا، أكبر معمرة إسبانية على قيد الحياة، حيث بلغت من العمر 112 سنوات و3 أيام. أما أكبر شخص إسباني تم التحقق من عمره على الإطلاق فهي ماريا برانياس، التي هاجرت من الولايات المتحدة عام 1915 وتوفيت في أولوت، كاتالونيا، في 19 أغسطس 2024 عن عمر يناهز 117 سنوات و168 أيام.

## قائمة أكبر 100 معمر إسباني معروف
متوفون   على قيد الحياة
| المرتبة | الاسم                               | الجنس                       | تاريخ الميلاد  | تاريخ الوفاة           | العمر               | مكان الميلاد                | مكان الوفاة أو الإقامة |  |
| ------- | ----------------------------------- | --------------------------- | -------------- | ---------------------- | ------------------- | --------------------------- | ---------------------- |  |
| 01      | ماريا برانياس                       | أنثى                        | 4 مارس 1907    | 19 أغسطس 2024          | 117 سنوات و168 أيام | الولايات المتحدة            | كاتالونيا              |  |
| 02      | آنا ماريا فيلا روبيو                | أنثى                        | 29 أكتوبر 1901 | 15 ديسمبر 2017         | 116 عامًا و47 يومًا   | أندلوسيا                    | كاتالونيا              |  |
| 03      | ماغدالينا أوليفر جابارو             | أنثى                        | 31 أكتوبر 1903 | 1 مايو 2019            | 115 عامًا و182 يومًا  | كاتالونيا                   | كاتالونيا              |  |
| 04      | إيميليانو ميركادو ديل تورو          | ذكر                         | 21 أغسطس 1891  | 24 يناير 2007          | 115 عامًا و156 يومًا  | بورتوريكو                   | بورتوريكو              |  |
| 05      | رامونا ترينيداد إغليسياس جوردان     | أنثى                        | 1 سبتمبر 1889  | 29 مايو 2004           | 114 عامًا و271 يومًا  | بورتوريكو                   | بورتوريكو              |  |
| 06      | ماريا أنطونيا كاسترو                | أنثى                        | 10 يونيو 1881  | 16 يناير 1996          | 114 عامًا و220 يومًا  | أندلوسيا                    | أندلوسيا               |  |
| 07      | ماريا ديل كارمن لوبيز               | أنثى                        | 3 أبريل 1883   | 3 يوليو 1997           | 114 عامًا و91 يومًا   | مورسيا                      | مورسيا                 |  |
| 08      | سيلفيريا مارتين دياز                | أنثى                        | 20 يونيو 1910  | 11 سبتمبر 2024         | 114 سنوات و83 أيام  | إكستريمادورا                | إكستريمادورا           |  |
| 09      | خوان ريودافيتس                      | ذكر                         | 15 ديسمبر 1889 | 5 مارس 2004            | 114 عامًا و81 يومًا   | جزر البليار                 | جزر البليار            |  |
| 10      | ماريا ديل كارمن فيغيرو              | أنثى                        | 28 أكتوبر 1883 | 25 مايو 1997           | 113 عامًا و209 أيام  | غاليسيا                     | غاليسيا                |  |
| 11      | مانويلا فرنانديز فوجاكو             | أنثى                        | 18 يونيو 1895  | 6 يناير 2009           | 113 عامًا و202 يوم   | أستورياس                    | أستورياس               |  |
| 12      | خوانا "جين" لارا                    | أنثى                        | 1 أبريل 1906   | 16 أكتوبر 2019         | 113 عامًا و198 يومًا  | بلنسية                      | فرنسا                  |  |
| 13      | خوسيفا سانتوس غونزاليس              | أنثى                        | 7 سبتمبر 1906  | 22 ديسمبر 2019         | 113 عامًا و106 أيام  | إكستريمادورا                | مدريد                  |  |
| 14      | بييداد لورينتي بيريز                | أنثى                        | 11 سبتمبر 1911 | 23 نوفمبر 2024         | 113 عامًا و73 يومًا   | أراغون                      | أراغون                 |  |
| 15      | فرانسيسكو نونيز أوليفيرا            | ذكر                         | 13 ديسمبر 1904 | 29 يناير 2018          | 113 عامًا و47 يومًا   | إكستريمادورا                | إكستريمادورا           |  |
| 16      | كريستينا كولادو راموس               | أنثى                        | 6 نوفمبر 1885  | 22 نوفمبر 1998         | 113 عامًا و16 يومًا   | بورتوريكو                   | الولايات المتحدة       |  |
| 17      | أفيلينا موزو ليس                    | أنثى                        | 27 ديسمبر 1904 | 28 ديسمبر 2017         | 113 عامًا ويوم واحد  | غاليسيا                     | غاليسيا                |  |
| 18      | نييفيس هيريرا                       | أنثى                        | 24 ديسمبر 1892 | 5 ديسمبر 2005          | 112 عامًا و346 يومًا  | كوبا                        | الولايات المتحدة       |  |
| 19      | ساتورنينو دي لا فوينتي غارسيا       | ذكر                         | 11 فبراير 1909 | 18 يناير 2022          | 112 عامًا و341 يومًا  | قشتالة وليون                | قشتالة وليون           |  |
| 20      | ماريا كونشا بيريز سيداد             | أنثى                        | 9 ديسمبر 1901  | 30 سبتمبر 2014         | 112 عامًا و295 يومًا  | قشتالة وليون                | مدريد                  |  |
| 21      | فيرتوديس توماس نافارو               | أنثى                        | 17 يوليو 1907  | 20 أبريل 2020          | 112 عامًا و278 يومًا  | بلنسية                      | بلنسية                 |  |
| 22      | خوسيفا سالاس ماتيو                  | أنثى                        | 14 يوليو 1860  | 27 فبراير 1973         | 112 عامًا و228 يومًا  | أندلوسيا                    | أندلوسيا               |  |
| 23      | تيودورا سيا بيرميخو                 | أنثى                        | 1 أبريل 1912   | 31 أكتوبر 2024         | 112 سنوات و213 أيام | مدريد                       | مدريد                  |  |
| 24      | موديستا رودريغيز كاراسكويلو         | أنثى                        | 16 يونيو 1890  | 12 يناير 2003          | 112 عامًا و210 أيام  | بورتوريكو                   | بورتوريكو              |  |
| 25      | أوبدوليا كاربينا غاسكون             | أنثى                        | 29 نوفمبر 1910 | 19 يونيو 2023          | 112 عامًا و202 يومًا  | مورسيا                      | مورسيا                 |  |
| 26      | ماريا أناستاسيا كولون أبونتي        | أنثى                        | 27 أبريل 1891  | 28 أكتوبر 2003         | 112 عامًا و184 يومًا  | بورتوريكو                   | بورتوريكو              |  |
| 27      | خوسيه أرمينغول خوفير                | ذكر                         | 23 يوليو 1881  | 20 يناير 1994          | 112 عامًا و181 يومًا  | كاتالونيا                   | كاتالونيا              |  |
| 28      | ماريا إسبيرانزا أونييفا             | أنثى                        | 1 سبتمبر 1889  | 15 فبراير 2002         | 112 عامًا و167 يومًا  | أندلوسيا                    | أندلوسيا               |  |
| 29      | فرانسيسكا غارسيا توريس              | أنثى                        | 13 سبتمبر 1901 | 25 فبراير 2014         | 112 عامًا و165 يومًا  | أندلوسيا                    | نافارا                 |  |
| 30      | خوسيفا لوفيت لوفيت                  | أنثى                        | 25 فبراير 1867 | 29 يونيو 1979          | 112 عامًا و124 يومًا  | كاتالونيا                   | كاتالونيا              |  |
| 31      | سالوستيانو سانشيز                   | ذكر                         | 8 يونيو 1901   | 13 سبتمبر 2013         | 112 عامًا و97 يومًا   | قشتالة وليون                | الولايات المتحدة       |  |
| 32      | بريجيدا ديراريو                     | أنثى                        | 7 أكتوبر 1888  | 31 ديسمبر 2000         | 112 عامًا و85 يومًا   | بورتوريكو                   | بورتوريكو              |  |
| 33      | فالنتينا مارتين خيمينيز             | أنثى                        | 14 فبراير 1908 | 13 أبريل 2020          | 112 عامًا و59 يومًا   | قشتالة وليون                | مدريد                  |  |
| 34      | أديلايد غونزاليس ألونسو             | أنثى                        | 23 أكتوبر 1902 | 20 نوفمبر 2014         | 112 عامًا و28 يومًا   | قشتالة وليون                | قشتالة وليون           |  |
| 35      | خوسيفا سان رومان ماتيوس             | أنثى                        | 1 يناير 1910   | 25 يناير 2022          | 112 عامًا و24 يومًا   | قشتالة وليون                | قشتالة وليون           |  |
| 36      | تيريزا دوسايغيس أبيلا               | أنثى                        | 13 فبراير 1898 | 25 فبراير 2010         | 112 عامًا و12 يومًا   | كاتالونيا                   | كاتالونيا              |  |
| 37      | بيرث بوديت                          | أنثى                        | 3 أكتوبر 1909  | 10 أكتوبر 2021         | 112 عامًا و7 أيام    | بلنسية                      | فرنسا                  |  |
| 38      | ماريا غارسيا                        | أنثى                        | 29 أبريل 1908  | 15 أبريل 2020          | 111 عامًا و352 يومًا  | غاليسيا                     | الولايات المتحدة       |  |
| 39      | أفيلينا لورينزو بيريان              | أنثى                        | 11 نوفمبر 1911 | 23 أكتوبر 2023         | 111 عامًا و346 يومًا  | قشتالة وليون                | قشتالة وليون           |  |
| 40      | إي.إم.إم.                           | أنثى                        | 20 يوليو 1885  | 21 يونيو 1997          | 111 عامًا و336 يومًا  | أندلوسيا                    | أندلوسيا               |  |
| 41      | كونسبسيون كاسيليس سيرا              | أنثى                        | 18 نوفمبر 1909 | 16 أكتوبر 2021         | 111 عامًا و332 يومًا  | كاتالونيا                   | كاتالونيا              |  |
| 42      | فيسينتا برييتو سانتوس               | أنثى                        | 22 يناير 1909  | 2 ديسمبر 2020          | 111 عامًا و315 يومًا  | قشتالة وليون                | قشتالة وليون           |  |
| 43      | أنجيلينا توريس فالبونا              | أنثى                        | 18 مارس 1913   | لا تزال على قيد الحياة | 112 سنوات و3 أيام   | كاتالونيا                   | كاتالونيا              |  |
| 44      | ماريا ألونسو-غايوسو                 | أنثى                        | 14 يوليو 1882  | 26 أبريل 1994          | 111 عامًا و286 يومًا  | غاليسيا                     | غاليسيا                |  |
| 45      | كونسويلو مورينو-لوبيز               | أنثى                        | 5 فبراير 1893  | 13 نوفمبر 2004         | 111 عامًا و282 يومًا  | المغرب (كانت إسبانية آنذاك) | الولايات المتحدة       |  |
| 46      | أنخيلس دي لا فوينتي كامبو           | أنثى                        | 24 مارس 1912   | 28 ديسمبر 2023         | 111 عامًا و279 يومًا  | قشتالة وليون                | قشتالة وليون           |  |
| 47      | أغوستين رييس أورتيز                 | ذكر                         | 8 فبراير 1887  | 6 نوفمبر 1998          | 111 عامًا و271 يومًا  | بورتوريكو                   | بورتوريكو              |  |
| 48      | أنطونيو أوريا هيرنانديز             | ذكر                         | 18 فبراير 1888 | 15 نوفمبر 1999         | 111 عامًا و270 يومًا  | مورسيا                      | كاتالونيا              |  |
| 48      | 50                                  | ماريا لويزا فاسكيز دي سيلفا | أنثى           | 29 مارس 1910           | 24 ديسمبر 2021      | 111 عامًا و270 يومًا          | غاليسيا                |  |
| 51      | آنا ماريا هيرميدا دي آرا            | أنثى                        | 5 مارس 1905    | 23 نوفمبر 2016         | 111 عامًا و263 يومًا  | إسبانيا                     | الأرجنتين              |  |
| 52      | ماريا دي لا أو سوريا بيربل          | أنثى                        | 9 أبريل 1898   | 23 ديسمبر 2009         | 111 عامًا و258 يومًا  | أندلوسيا                    | أندلوسيا               |  |
| 53      | أندريسا غيريرو-أورتيز               | أنثى                        | 30 نوفمبر 1898 | 5 أغسطس 2010           | 111 عامًا و248 يومًا  | أراغون                      | أراغون                 |  |
| 54      | خيسوس موستيو                        | ذكر                         | 1 يناير 1908   | 28 أغسطس 2019          | 111 عامًا و239 يومًا  | أراغون                      | أراغون                 |  |
| 54      | إميليا هيرنانديز دي راموس           | أنثى                        | 9 يونيو 1889   | 26 يناير 2001          | 111 عامًا و231 يومًا  | بورتوريكو                   | بورتوريكو              |  |
| 55      | كارمن روميرو                        | أنثى                        | 27 أغسطس 1895  | 8 أبريل 2007           | 111 عامًا و224 يومًا  | أندلوسيا                    | أندلوسيا               |  |
| 56      | ماريا فرنانديز                      | أنثى                        | 15 أغسطس 1896  | 23 مارس 2008           | 111 عامًا و221 يومًا  | إسبانيا                     | الولايات المتحدة       |  |
| 57      | ميرسيدس سيبريان آسين                | أنثى                        | 3 أبريل 1912   | 9 نوفمبر 2023          | 111 عامًا و220 يومًا  | مدريد                       | مدريد                  |  |
| 58      | إي.إي.أ.                            | أنثى                        | 18 أغسطس 1890  | 25 مارس 2002           | 111 عامًا و219 يومًا  | قشتالة وليون                | قشتالة وليون           |  |
| 59      | خوسيفا ألفاريز رودريغيز             | أنثى                        | 16 فبراير 1906 | 19 سبتمبر 2017         | 111 عامًا و215 يومًا  | غاليسيا                     | غاليسيا                |  |
| 60      | كارمن غوميز غونزاليس                | أنثى                        | 23 يناير 1905  | 20 أغسطس 2016          | 111 عامًا و210 أيام  | كانتابريا                   | قشتالة وليون           |  |
| 61      | تيريزا فرنانديز كاسادو              | أنثى                        | 29 يوليو 1913  | لا تزال على قيد الحياة | 111 سنوات و235 أيام | قشتالة وليون                | قشتالة وليون           |  |
| 62      | جوليا باسكوانا هيرادا               | أنثى                        | 7 فبراير 1911  | 31 يوليو 2022          | 111 عامًا و174 يومًا  | كاستيا لا مانتشا            | بلنسية                 |  |
| 63      | بيلار كاليكس بوسكيتس                | أنثى                        | 12 أكتوبر 1912 | 10 مارس 2024           | 111 عامًا و150 يومًا  | كاتالونيا                   | كاتالونيا              |  |
| 64      | أنخيلس ألافا خيمينيز                | أنثى                        | 3 أغسطس 1910   | 21 ديسمبر 2021         | 111 عامًا و140 يومًا  | نافارا                      | نافارا                 |  |
| 65      | بيدرو زوريلا كاباييرو               | ذكر                         | 24 أبريل 1886  | 2 سبتمبر 1997          | 111 عامًا و131 يومًا  | بورتوريكو                   | بورتوريكو              |  |
| 66      | أنطونيا دياز غارسيا                 | أنثى                        | 11 مايو 1870   | 13 سبتمبر 1981         | 111 عامًا و125 يومًا  | أندلوسيا                    | أندلوسيا               |  |
| 67      | تيريزا فيلاثكيز أندريس              | أنثى                        | 13 يوليو 1909  | 8 نوفمبر 2020          | 111 عامًا و118 يومًا  | بلنسية                      | بلنسية                 |  |
| 68      | دولوريس سوبيرانا                    | أنثى                        | 18 يوليو 1897  | 9 نوفمبر 2008          | 111 عامًا و114 يومًا  | كاتالونيا                   | كاتالونيا              |  |
| 68      | لوسيانا ميرينو لارميت               | أنثى                        | 6 ديسمبر 1909  | 30 مارس 2021           | 111 عامًا و114 يومًا  | أندلوسيا                    | أندلوسيا               |  |
| 70      | ماريا كروز مارتينيز                 | أنثى                        | 3 مايو 1911    | 24 أغسطس 2022          | 111 عامًا و113 يومًا  | نافارا                      | نافارا                 |  |
| 71      | يولاليا هيرنانديز                   | أنثى                        | 28 يوليو 1891  | 16 نوفمبر 2002         | 111 عامًا و111 يومًا  | أندلوسيا                    | مدريد                  |  |
| 72      | مانوليتا بينيا                      | أنثى                        | 24 فبراير 1883 | 11 يونيو 1994          | 111 عامًا و107 أيام  | كاتالونيا                   | أوروغواي               |  |
| 72      | ريميديوس كومباني فينتورا            | أنثى                        | 10 فبراير 1903 | 28 مايو 2014           | 111 عامًا و107 أيام  | كاتالونيا                   | كاتالونيا              |  |
| 74      | فيلومينا آران                       | أنثى                        | 4 مايو 1888    | 9 أغسطس 1999           | 111 عامًا و97 يومًا   | كاتالونيا                   | كاتالونيا              |  |
| 75      | بيترونيلا راموس غونزاليس            | أنثى                        | 20 ديسمبر 1882 | 9 مارس 1994            | 111 عامًا و79 يومًا   | بورتوريكو                   | بورتوريكو              |  |
| 75      | أوريليا رودريغيز غوتيريز            | أنثى                        | 30 مايو 1892   | 17 أغسطس 2003          | 111 عامًا و79 يومًا   | كانتابريا                   | مدريد                  |  |
| 75      | إينوسينثيا زوفييو كاخال             | أنثى                        | 1 مايو 1910    | 19 يوليو 2021          | 111 عامًا و79 يومًا   | إكستريمادورا                | مدريد                  |  |
| 78      | أديلايدا غونزاليس هيرنانديز         | أنثى                        | 13 أبريل 1907  | 23 يونيو 2018          | 111 عامًا و71 يومًا   | قشتالة وليون                | قشتالة وليون           |  |
| 79      | دولوريس موريت فيريول                | أنثى                        | 10 يناير 1907  | 17 مارس 2018           | 111 عامًا و66 يومًا   | كاتالونيا                   | كاتالونيا              |  |
| 80      | بيلار برييتو روبيو                  | أنثى                        | 29 نوفمبر 1903 | 27 يناير 2015          | 111 عامًا و59 يومًا   | البلد الباسكي               | قشتالة وليون           |  |
| 81      | لوسيا ماداريا فيسغا                 | أنثى                        | 13 ديسمبر 1894 | 2 فبراير 2006          | 111 عامًا و51 يومًا   | قشتالة وليون                | أندلوسيا               |  |
| 82      | فرانسيسكو فرنانديز فرنانديز         | ذكر                         | 24 يوليو 1901  | 7 سبتمبر 2012          | 111 عامًا و45 يومًا   | قشتالة وليون                | قشتالة وليون           |  |
| 83      | خوسيفا أراغونيس مايورال             | أنثى                        | 5 أكتوبر 1911  | 17 نوفمبر 2022         | 111 عامًا و43 يومًا   | كاتالونيا                   | كاتالونيا              |  |
| 84      | سيليستينا بيناباد                   | أنثى                        | 2 أغسطس 1907   | 13 سبتمبر 2018         | 111 عامًا و42 يومًا   | غاليسيا                     | غاليسيا                |  |
| 85      | فرانسيسكا باراسيل                   | أنثى                        | 18 يونيو 1902  | 18 يوليو 2013          | 111 عامًا و30 يومًا   | غاليسيا                     | غاليسيا                |  |
| 86      | جينيروسا ساليس فيريريس              | أنثى                        | 4 يناير 1907   | 27 يناير 2018          | 111 عامًا و23 يومًا   | بلنسية                      | كاتالونيا              |  |
| 87      | كونسولاسيون باز بريسيدو             | أنثى                        | 28 ديسمبر 1913 | لا تزال على قيد الحياة | 111 سنوات و83 أيام  | غاليسيا                     | غاليسيا                |  |
| 88      | أ.ب.ل.                              | أنثى                        | 26 مارس 1884   | 12 أبريل 1995          | 111 عامًا و17 يومًا   | قشتالة وليون                | قشتالة وليون           |  |
| 89      | لويس توراس                          | ذكر                         | 29 ديسمبر 1912 | 14 يناير 2024          | 111 عامًا و16 يومًا   | غاليسيا                     | غاليسيا                |  |
| 90      | تيريزا غاوتشيا سيمو                 | أنثى                        | 15 مايو 1906   | 25 مايو 2017           | 111 عامًا و10 أيام   | بلنسية                      | بلنسية                 |  |
| 91      | فيليستياس إستيبان غارسيا            | أنثى                        | 22 نوفمبر 1913 | 1 ديسمبر 2024          | 111 عامًا و9 أيام    | قشتالة وليون                | كاتالونيا              |  |
| 92      | دانييلا لوبيز دي لاكاي              | أنثى                        | 11 ديسمبر 1909 | 13 ديسمبر 2020         | 111 عامًا ويومان     | البلد الباسكي               | البلد الباسكي          |  |
| 93      | إيرين فرنانديز بيكاريس              | أنثى                        | 15 مارس 1911   | 14 مارس 2022           | 110 عامًا و364 يومًا  | قشتالة وليون                | بلنسية                 |  |
| 94      | خوسيفينا فيلافيردي فونتينلا         | أنثى                        | 19 نوفمبر 1909 | 7 نوفمبر 2020          | 110 عامًا و354 يومًا  | غاليسيا                     | غاليسيا                |  |
| 95      | خواكيم إيلاس                        | ذكر                         | 26 يوليو 1909  | 13 يوليو 2020          | 110 عامًا و353 يومًا  | كاتالونيا                   | كاتالونيا              |  |
| 96      | فيكتوريا دي لا كروز غارسيا          | أنثى                        | 24 يونيو 1907  | 4 يونيو 2018           | 110 عامًا و345 يومًا  | أندلوسيا                    | اليابان                |  |
| 97      | توماسا ميلادو مورينو                | أنثى                        | 21 ديسمبر 1882 | 30 نوفمبر 1993         | 110 عامًا و344 يومًا  | كاستيا لا مانتشا            | بلنسية                 |  |
| 98      | بلاسيدا إنساوستي                    | أنثى                        | 5 أكتوبر 1896  | 12 سبتمبر 2007         | 110 عامًا و342 يومًا  | البلد الباسكي               | البلد الباسكي          |  |
| 98      | ماريا كارمن نوتشي بورو              | أنثى                        | 15 سبتمبر 1911 | 23 أغسطس 2022          | 110 عامًا و342 يومًا  | غاليسيا                     | غاليسيا                |  |
| 100     | لويس كاراسكو-مونيوز بيريز دي لا إسل | ذكر                         | 13 فبراير 1914 | لا يزال على قيد الحياة | 111 سنوات و36 أيام  | مدريد                       | مدريد                  |  |

## سير ذاتية

### غالو ليوز
غالو ليوز (22 أبريل 1879 – 23 يناير 1990) كان أستاذًا إسبانيًا في طب العيون في جامعة كومبلوتنسي بمدريد. أجرى دراسات رائدة حول تنكس وتجدد الأعصاب البصرية، وحول زراعة القرنية. حصل على الميدالية الذهبية الإسبانية لاستحقاق العمل وكان رئيسًا للجمعية الإسبانية لطب العيون. اعتُبر أكبر طبيب معمر في العالم، حيث استمر في العمل حتى سن 103 عامًا. كان ليوز أكبر معمر معروف على قيد الحياة في إسبانيا عند وفاته عن عمر يناهز 110 سنوات و276 يومًا. تم تجاوز رقمه القياسي في عام 1992 بواسطة خوسيه أرمينغول خوفير (23 يوليو 1881 – 20 يناير 1994)، الذي عاش 112 عامًا و181 يومًا.

### جوان ريودافيتس
جوان ريودافيتس مول (15 ديسمبر 1889 – 5 مارس 2004) وُلد في إس ميخورن جران، مينوركا، حيث عاش حتى وفاته في عام 2004. توفيت والدته، كاتالينا مول مركاديس، عن عمر يناهز 25 عامًا في ديسمبر 1889؛ وكان والده صانع أحذية. عمل ريودافيتس أيضًا كصانع أحذية حتى تقاعده في عام 1954 وكان عضوًا سابقًا في مجلس قرية إس ميخورن جران. تزوج ريودافيتس في عام 1917؛ وتوفيت زوجته، التي وُلدت أيضًا في عام 1889، عن عمر يناهز 90 عامًا.
عندما سُئل ريودافيتس عن سر طول عمره، أرجع ذلك إلى حياة الاعتدال.
توفي ريودافيتس عن عمر يناهز 114 عامًا و81 يومًا بعد إصابته بنزلة برد استمرت بضعة أيام. وقد نجا منه شقيقان أصغر سنًا من أبيه: بيري، الذي توفي في عام 2006 عن عمر يناهز 105 أعوام، وخوسيب، الذي توفي في عام 2009 عن عمر يناهز 102 عام. في وقت وفاته، كان يُعتقد أن ريودافيتس هو الشخص الأكبر سنا تم التحقق منه على الإطلاق في تاريخ إسبانيا. ومع ذلك، كشفت أبحاث لاحقة أجرتها قاعدة البيانات الدولية حول طول العمر أن امرأتين كانتا أكبر سنًا من ريودافيتس عند وفاتهما. أصبح ريودافيتس أكبر معمر معترف به على قيد الحياة في أوروبا بعد وفاة ماريا تيريزا فومارولا ليغوريو في 14 مايو 2003، وأكبر معمر معترف به على قيد الحياة في العالم بعد وفاة يوكيتشي تشوغانجي في 28 سبتمبر 2003. بعد وفاة ريودافيتس، أصبح فريد هارولد هيل أكبر معمر في العالم.

### آنا ماريا فيلا روبيو
آنا ماريا فيلا روبيو (29 أكتوبر 1901 – 15 ديسمبر 2017) وُلدت في بوينتي جينيل، أندلوسيا. عملت كخياطة في شبابها. لم تتزوج من شريكها قط لأن والديها عارضا ذلك، لكن الاثنان أنجبا عدة أطفال. ابنتها، التي تُدعى أيضًا آنا، كانت تعيش معها. أصبحت روبيو أكبر معمرة إسبانية تم التحقق منها على الإطلاق في 6 يونيو 2016، عندما تجاوزت عمر ماريا أنطونيا كاسترو التي توفيت في عام 1996 عن عمر يناهز 114 عامًا و220 يومًا. عاشت بعد ذلك حتى بلغت 116 عامًا و47 يومًا. في وقت وفاتها، كانت ثالث أكبر معمر على قيد الحياة في العالم، بعد نبي تاجيما وتشيو مياكو. أصبحت أكبر معمرة أوروبية على قيد الحياة بعد وفاة إيما مورانو في 15 أبريل 2017.

### فرانسيسكو نونييث أوليفيرا
فرانسيسكو نونييث أوليفيرا (13 ديسمبر 1904 – 29 يناير 2018) وُلد وعاش حياته كلها في قرية بيينفينيدا في مقاطعة بطليوس في إكستريمادورا. قاتل في حرب الريف والحرب الأهلية الإسبانية. كان يُلقب بـ"مارشينا" بسبب تشابهه مع مغني وكاتب أغاني وممثل الفلامنكو بيبي مارشينا. توفيت زوجته في عام 1988، وقد نجا من ولديه. في سنواته الأخيرة كمتقاعد، عاش مع ابنته الكبرى ماريا أنطونيا. أُجريت له عملية استئصال كلية عندما كان في التسعين من عمره وعملية إزالة المياه البيضاء عندما كان في الثامنة والتسعين؛ وكان بصحة جيدة بخلاف ذلك. أصبح الشخص الأكبر سنا على قيد الحياة بعد وفاة إسرائيل كريستال في 11 أغسطس 2017. عاش أوليفيرا حتى بلغ 113 عامًا و47 يومًا. في وقت وفاته، كان آخر المحاربين القدامى الإسبان في حرب الريف وأكبر معمر من قدماء المحاربين في الجيش الإسباني.

### ساتورنينو دي لا فوينتي غارسيا
ساتورنينو دي لا فوينتي غارسيا (11 فبراير 1909 – 18 يناير 2022) وُلد في ليون. في سن التاسعة، أُصيب بالإنفلونزا الإسبانية لكنه نجا منها. كونه عاشقًا متحمسًا لكرة القدم، شارك في تأسيس فريق الحي المحلي في عام 1927. تزوج من أنطونينا باريو غوتيريز في عام 1933 وأنجبا ثمانية أطفال، توفي أحدهم في طفولته. في عام 1936، لم يتم تجنيده في الحرب الأهلية بسبب طوله (1.50 م). كونه حرفيًا ماهرًا، أسس لاحقًا مشروعًا لصناعة الأحذية، وتم تكليفه في النهاية بصناعة الأحذية العسكرية للجيش.
أصبح أكبر معمر على قيد الحياة في 12 أغسطس 2021، بعد وفاة إيميليو فلوريس ماركيز من بورتوريكو. كان لديه 7 بنات و14 حفيدًا و22 من أبناء الأحفاد. عند وفاته في يناير 2022 عن عمر يناهز 112 عامًا و341 يومًا، أصبح المعمر الفنزويلي خوان فيسنتي بيريز أكبر معمر في العالم.